# 레알 마드리드 카스티야
레알 마드리드 카스티야(Real Madrid Castilla)는 프리메라 페데라시온에 속한 클럽팀이자 레알 마드리드의 2군팀이다. 홈구장은 마드리드주 발데베바스에 위치한 에스타디오 알프레도 디 스테파노이다.

## 역사

### AD 플루스 울트라
AD 플루스 울트라(Agrupación Deportiva Plus Ultra)은 1930년 창단되었으며, 팀 이름은 스페인의 표어에서 왔다.
1948년 테르세라 디비시온에서 뛰는 AD 플루스 울트라는 레알 마드리드와 금전 지원 계약을 맺었다. 1949년, 처음으로 세군다 디비시온으로 승격했으며, 1952년, 레알 마드리드의 공식 리저브팀이 되었다. 1959년 코파 델 레이의 8강에 올랐으나 그 해 준우승 팀인 그라나다 CF에서 두 경기 합계 7:2로 패했다.
1950년대와 1960대에 걸쳐, 성인팀인 레알 마드리드와 스페인 국가 대표에서 활약한 여러 선수가 플루스 울트라를 거쳐갔다. 루이스 아라고네스도 잠시 플루스 울트라에서 선수로 뛰기도 했으며, 미겔 뮤뇨스도 플루스 울트라에서 감독 생활을 시작했다. 1972년, 플루스 울트라는 같은 이름의 보험 회사가 파산하면서 이름을 "카스티야 CF"로 바꾸었다.

### 카스티야 CF
카스티야 CF(Castilla Club de Fútbol)는 팀의 황금기를 구가했다. 이 시기, 1979~80년 코파 델 레이 결승에 오르기도 했다. 결승까지 에르쿨레스, 아틀레틱 빌바오, 레알 소시에다드, 스포르팅 데 히혼 등의 프리메라 디비시온 팀들을 이기고 올라갔다. 결승전에서는 레알 마드리드를 만났으나, 6:1로 패하고 말았다. 레알 마드리드가 프리메라 디비시온에서 우승을 해서 유럽 컵 위너스컵 출전권은 카스티야에게 돌아갔다. 웨스트 햄 유나이티드를 만나 1차전은 에스타디오 산티아고 베르나베우에서 3:1로 이겼으나, 다음 대결에서 5:1로 패해 1라운드에서 탈락했다. 이후 1984년, 1986년, 1988년에도 코파 델 레이에서 8강에 올랐다.
1984년, 카스티야는 세군다 디비시온에서 우승했으나, 레알 마드리드가 프리메라 디비시온에서 뛰고 있어 승격하지 못했다. 1987~1988년 시즌에도 세군다 디비시온에서 3위에 올랐으나, 역시 승격하지 못했다.

### 레알 마드리드 B
1991년, 스페인 축구 협회는 리저브팀이 별도의 이름을 쓰는 걸 금지했다. 카스티야 CF는 레알 마드리드 데포르티바(Real Madrid Deportiva), 다시 레알 마드리드 B(Real Madrid B)로 이름을 바꾸었다. 1997년 세군다 디비시온 B로 강등되었으나, 계속 좋은 선수를 키워냈다.

### 레알 마드리드 카스티야
2004~05 시즌에, 팀은 세군다 디비시온으로 다시 승격했고, 카스티야라는 팀 이름을 되살려, 레알 마드리드 카스티야(Real Madrid Castilla)가 되었다. 2006~07년 세군다 디비시온 B로 강등되었으며, 2011~12시즌 후에 다시 세군다 디비시온으로 승격했다. 2013~2014시즌을 20위로 마치며 세군다 디비시온 B로 강등되었다.

## 레알 마드리드 카스티야현재 선수 명단
참고: FIFA 자격 규정에 따라 소속된 국가대표팀 국기를 표시합니다. 선수는 복수의 FIFA 비회원국 국적을 가지고 있을 수 있습니다.
| 번호 | 포지션 | 국적            | 이름                                  |
| ---- | ------ | --------------- | ------------------------------------- |
| 3    | DF     |                 | 호르헤 카사도 (부주장)                |
| 4    | DF     | 도미니카 공화국 | 에드가 푸졸                           |
| 8    | MF     |                 | 크리스티안 고메스 (에스파뇰에서 임대) |
| 10   | MF     |                 | 보르하 가르시아                       |
| 12   | DF     | 우루과이        | 레안드로 카브레라                     |
| 13   | GK     |                 | 야곱 산체스                           |
| 15   | MF     |                 | 키코 페메니아                         |

| 번호 | 포지션 | 국적 | 이름                              |
| ---- | ------ | ---- | --------------------------------- |
| 16   | MF     |      | 세르히오 아구자                   |
| 17   | DF     |      | 쿠이니                            |
| 18   | DF     |      | 호르헤 풀리도                     |
| 19   | FW     |      | 루벤 소브리노                     |
| 20   | FW     |      | 하이메 로메로 (우디네세에서 임대) |
| 21   | MF     |      | 부르구이                          |
| 22   | FW     |      | 루벤 벨리마                       |
| 23   | DF     |      | 하비에르 노블레야스               |
| 24   | GK     |      | 토마스 메히야스 (주장)            |
| 30   | MF     |      | 크리스티안 베나벤테               |

## 역대 감독
| 감독                  | 임기        |
| --------------------- | ----------- |
| 비센테 델 보스케      | 1987 ~ 1992 |
| 라파엘 베니테스       | 1993 ~ 1995 |
| 후안 라몬 로페스 카로 | 2001 ~ 2005 |
| 호세 미겔 곤살레스    | 2006 ~ 2007 |
| 지네딘 지단           | 2014 ~ 2016 |
| 라울 곤살레스         | 2019 ~      |

## 수상
- 스페인 19세 이하 컵: 2
  - 1953/54, 2005/06

- 코파 델 레이
  - 준우승 1979/80

- 세군다 디비시온 우승: 1 
  - 1983/84

- 세군다 디비시온 B 우승: 4
  - 1990/91, 2001/02, 2004/05, 2011/12

- 테르세라 디비젼 우승: 6
  - 1948/49, 1954/55, 1956/57, 1963/64, 1965/66, 1967/68

- 트로페오 테이데 (테네리페): 3
  - 2001, 2002, 2005

## 같이 보기
- 라 파브리카
- 레알 마드리드 C
- 레알 마드리드 후베닐